# Alfred Eberlein
Alfred Eberlein (* 19. Mai 1916 in Altmittweida, Sachsen; † 20. August 1982 in Bochum) war ein deutscher Bibliothekar.

## Leben
Alfred Eberlein wurde als Sohn einer alleinstehenden Textilarbeiterin geboren. Von 1922 bis 1931 besuchte er die Volksschule in Plauen, Vogtland. Anschließend absolvierte er bis 1934 eine Rechtsanwaltsschreiberlehre und wurde vor 1933 Mitglied der Sozialistischen Arbeiter-Jugend. Wegen drohender Verfolgung musste er nach der nationalsozialistischen Machtübernahme zeitweilig in die Tschechoslowakei flüchten. Von 1935 bis 1942 arbeitete er, von Zeiten der Arbeitslosigkeit unterbrochen, als Anwaltsschreiber, Kontorist und Statistiker. 1943 wurde er zum Wehrdienst einberufen, den er aufgrund einer Tuberkuloseerkrankung in der Verwaltung leistete. 1944 wurde er wegen „Waffendienstuntauglichkeit“ aus dem Militärdienst entlassen. Bei einem Bombenangriff auf Plauen wurden 1945 seine Ehefrau und zwei seiner Kinder getötet.
Nach Kriegsende trat er 1945 in die SPD ein. Nach der Zwangsvereinigung von SPD und KPD zur SED im April 1946 wurde er deren Mitglied. 1947 erwarb er in einer speziellen Bildungseinrichtung in Zwickau die Hochschulreife und studierte bis 1951 an der Universität Rostock Soziologie, Volkswirtschaft und Philosophie. Sein Interesse für das Bibliothekswesen war Anlass, dass er 1951 zum Leiter der Zentralbibliothek der DDR-Regierung berufen wurde. Er nahm an einer zweijährigen Weiterbildung an der Staatsbibliothek zu Berlin teil und bestand bei dem späteren Generaldirektor Horst Kunze sein Fachexamen für den wissenschaftlichen Bibliotheksdienst. Wegen seiner Beteiligung an der Protestbewegung im Juni 1953 wurde er politisch gemaßregelt und von seiner Position als Leiter der Regierungsbibliothek abgesetzt. 1954 ging er nach Rostock zurück und wurde dort 1956 kommissarischer Direktor und 1970 Direktor der Universitätsbibliothek. 1970 wurde er an der Martin-Luther-Universität Halle-Wittenberg mit einer Bibliographie Die Presse der Arbeiterklasse und der sozialen Bewegungen. Von den dreißiger Jahren des 19. Jahrhunderts bis zum Jahre 1967 promoviert. Die Spezialbibliographie der deutschsprachigen Arbeiterpresse erschien von 1968 bis 1970 als fünfbändige Ausgabe im Akademie-Verlag Berlin. Im August 1971 wurde er wegen angeblich illegaler Kauf-Tausch-Geschäfte mit Universitätsbibliotheken aus der Bundesrepublik verhaftet und 1972 in einem nichtöffentlichen politischen Prozess vor dem Bezirksgericht Rostock zu zehn Jahren Haft verurteilt. Im Prozess wurde ihm unter anderem „Sozialdemokratismus“ vorgeworfen. Im Rahmen einer Generalamnestie anlässlich des 23. Jahrestages der Gründung der DDR wurde er im Januar 1973 entlassen. 1975 dufte er mit seiner Frau in die Bundesrepublik übersiedeln. Von 1975 bis 1976 war er Verlagsleiter im Detlev Auvermann Verlag in Glashütten, Taunus. 1977 wurde er auf Fürsprache von Hans Mommsen und Kurt Koszyk Leiter der Bibliothek des neu gegründeten Instituts zur Geschichte der Arbeiterbewegung an der Ruhr-Universität Bochum. Kurz vor seinem Tod 1982 wurde ihm das Bundesverdienstkreuz verliehen. Erst 1996 wurde vom Landgericht Rostock das gegen ihn 1972 verhängte Urteil aufgehoben, und er wurde voll rehabilitiert.
Nach seiner Übersiedlung in die Bundesrepublik arbeitete Eberlein an einer erweiterten und verbesserten Neuauflage seiner Bibliographie der deutschsprachigen Arbeiterpresse, zuletzt mit Unterstützung der Deutschen Forschungsgemeinschaft. Er konnte sein Werk nicht mehr beenden, und es wurde durch seine Frau Ursula Eberlein abgeschlossen. Es erschien als achtbändige Ausgabe im Jahr 1996. Die ca. 37.000 Titel umfassende Bibliographie gilt als wichtiges Hilfsmittel zur Erforschung der Geschichte der deutschen, österreichischen und schweizerischen Arbeiterbewegung seit 1830.
Sein Sohn Gert Alfred Eberlein (* 1946) war in der DDR aus politischen Gründen ebenfalls inhaftiert. Er ging nach seiner Entlassung aus der Haft zunächst in die Bundesrepublik und 1980 in die USA; er starb dort 2004.

## Schriften
- Alfred Eberlein: Die Presse der Arbeiterklasse und der sozialen Bewegungen: von den dreißiger Jahren des 19. Jahrhunderts bis zum Jahr 1967. Bibliographie und Standortverzeichnis der Presse der deutschen, der österreichischen und der schweizerischen Arbeiter-, Gewerkschafts- und Berufsorganisationen (5 Bände). Akademie-Verl., Berlin 1968.
- Alfred Eberlein (Mitarb. Ursula Eberlein): Internationale Bibliographie zur deutschsprachigen Presse der Arbeiter- und sozialen Bewegungen: von 1830–1982 (8 Bände). K. G. Saur, München, New Providence, London, Paris 1996.